# Christin Stark
Pour les articles homonymes, voir Stark.
Christin Stark, née en 1989 à Gadebusch, est une chanteuse allemande.

## Biographie
Elle prend des cours de danse à six ans et participe à un groupe d'enfants, Lollipop. À 10 ans, elle déménage de Mecklembourg-Poméranie-Occidentale à Osterholz-Scharmbeck et chante des reprises dans des groupes scolaires. Elle suit une formation de coiffeuse et poursuit une carrière de chanteuse dans de petits labels et des apparitions dans de petites chaînes de télévision. Début 2010, elle remporte un concours de chant à Brême et fait un pas dans l'industrie musicale. Ich bin stark est sa première chanson diffusée dans des radios régionales. Son premier album Unglaublich stark sort chez MCP. Elle gagne le smago! Award du meilleur espoir.
Pour son album suivant, elle collabore avec Matthias Reim. Elle s'implique dans l'écriture de la plupart des chansons et collabore avec plusieurs producteurs bien connus (Joachim Horn-Bernges, Luis Rodriguez, Amadeus Crotti et Thorsten Brötzmann) pour l'album Hier. Il paraît en février 2016 chez Ariola et atteint la 77e place des ventes.

## Discographie
Albums
- Unglaublich stark (2013)
- Hier (2016)

Singles
- Ich bin stark (2010)
- Und die Erde wird sich weiterdrehn (2011)
- Scherben vom Glück (2011)
- Überflieger (2012)
- Universum (2013)
- 1.000 Schuhe (2013)
- Totalausfall (2013)
- Unglaublich stark (2013)
- Heute ist unsere Nacht (2014)
- Wollen wir uns (2015)
- Ich nicht! (2016)
- Roter Regen (2016)

## Source de la traduction
- (de) Cet article est partiellement ou en totalité issu de l’article de Wikipédia en allemand intitulé « Christin Stark » (voir la liste des auteurs).